# Kościół Matki Bożej Różańcowej w Letninie
Kościół Matki Bożej Różańcowej w Letninie – katolicki kościół filialny zlokalizowany we wsi Letnin w gminie Pyrzyce, w powiecie pyrzyckim (województwo zachodniopomorskie). Należy do parafii Narodzenia Najświętszej Maryi Panny w Brzesku.

## Historia
Kościół został wzniesiony w XIII wieku, o wczesnej metryce budowli świadczy forma łuków okiennych i portali. W 1743 roku został strawiony przez pożar i odbudowany rok później. W trakcie odbudowany dodano do kościoła wieżę w konstrukcji ryglowej, którą jednak rozebrano w 1910 roku z powodu złego stanu technicznego. W 1871 roku miał miejsce remont wnętrza.
Po II wojnie światowej kościół był początkowo użytkowany przez czerwonoarmistów jako stajnia. Został konsekrowany jako świątynia katolicka w dniu 8 września 1945 roku przez księdza Stanisława Koszarka TChr.

## Architektura i wyposażenie
Kościół jest budowlą salową, wzniesioną na planie prostokąta o wymiarach 23,1 × 9,9 m. Murowany jest z kamieni granitowych. Nakryty jest dachem dwuspadowym, na którym umieszczona jest sygnaturka z krzyżem. Od strony zachodniej do kościoła dostawiona jest współczesna zakrystia. Portal zachodni, obecnie pełniący funkcję przejścia z zakrystii do nawy, zamkniętym jest delikatnie złamanym łukiem ostrym, został przemurowany, częściowo skuty i otynkowany. W elewacji południowej umieszczony jest portal ostrołukowy. W ścianie wschodniej znajdują się dwa okna neogotyckie wraz ze śladami po pierwotnych oknach: zamurowane okno środkowe i dwa wyżej umieszczone małe okienka zamknięte łukiem półokrągłym. Szczyt ściany wschodniej zdobią trzy blendy, z których dwie boczne częściowo zniszczone na skutek obniżenia dachu. W ścianach bocznych znajdują się okna neogotyckie: dwa w ścianie południowej i cztery w ścianie północnej. W ścianie zachodniej znajdują się dwa zamurowane smukłe otwory okienne zamknięte nieforemnym łukiem, częściowo zachodzące na obniżony w stosunku do pierwotnego szczyt. Okna, zakończone ostrymi łukami, umieszczone zostały w ceglanych ościeżach.

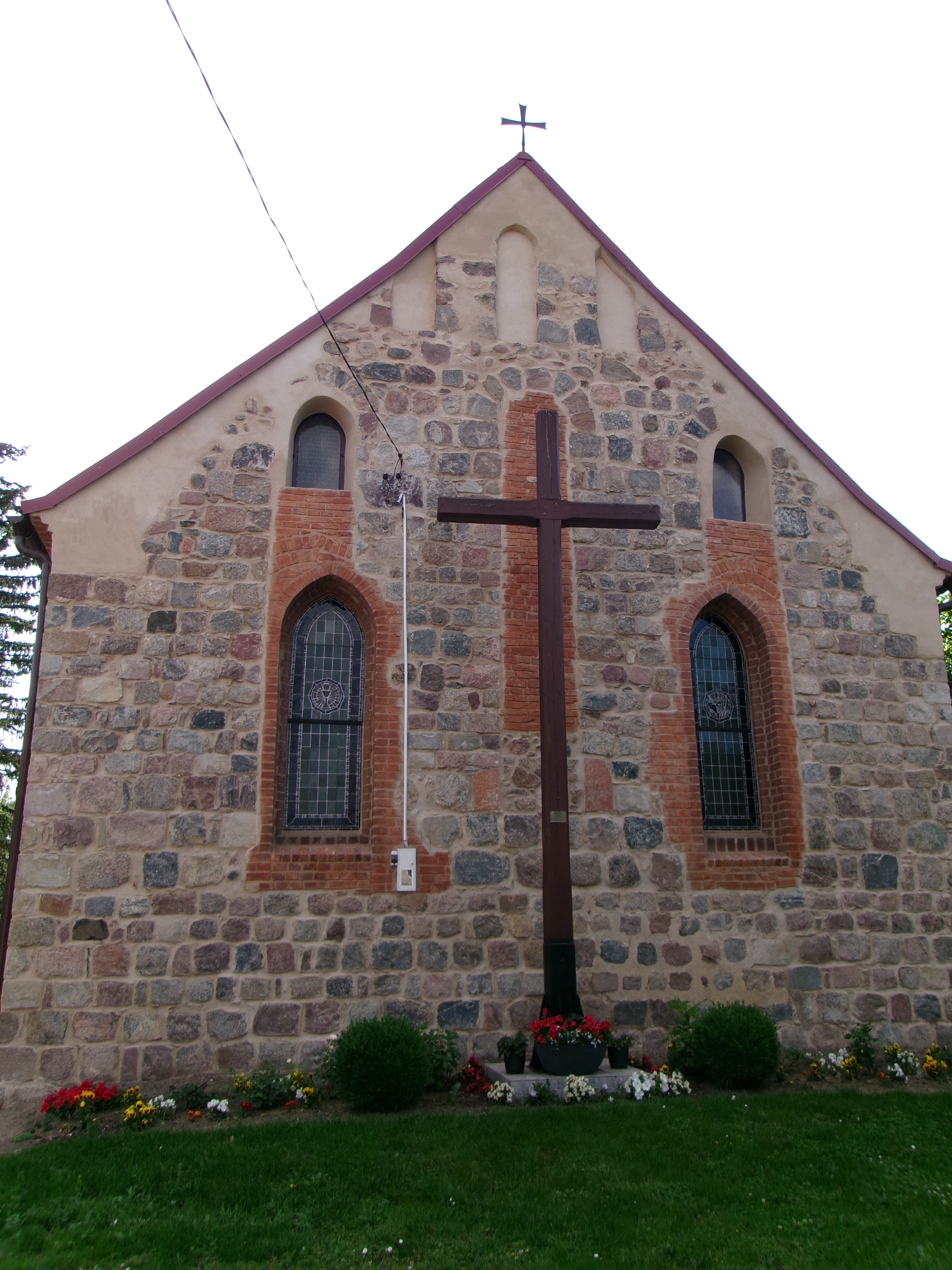
Ściana wschodnia, z ceglanymi śladami przemurowania pierwotnych okien
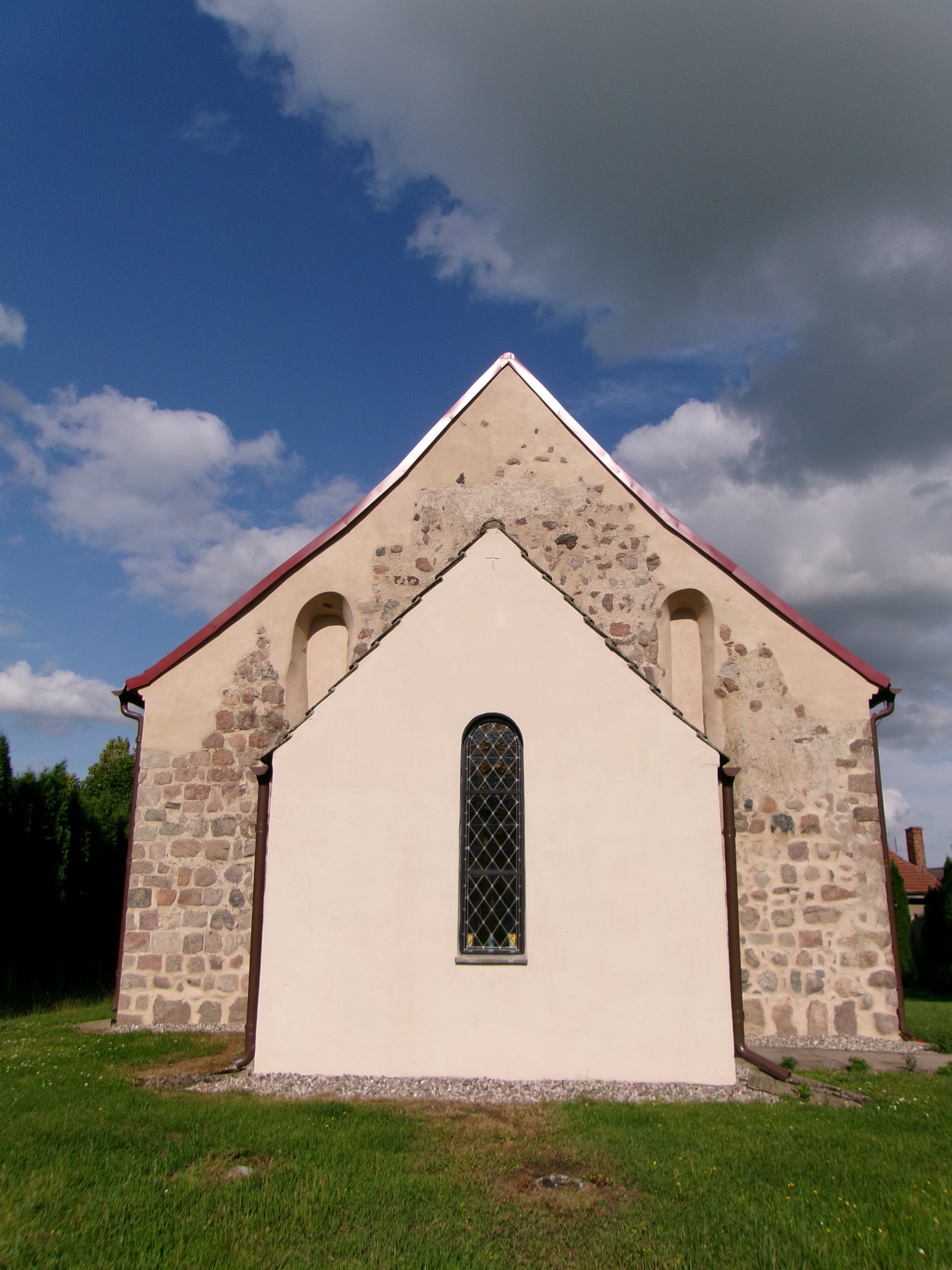
Ściana zachodnia, z dostawioną zakrystią

Wnętrze kościoła nakrywa drewniane sklepienie beczkowe. Zachowała się neogotycka chrzcielnica, empora z organami, ławki i ceglana posadzka z przełomu XIX i XX wieku. Pochodząca z 1703 roku ambona jest bogato zdobiona ornamentem roślinnym, w jej podstawie umieszczona jest figura Mojżesza. W kościele znajduje się renesansowy ołtarz z około 1600 roku, z nastawą w formie tryptyku, z którego zachowały się dwa skrzydła boczne. W skrzydłach tryptyku umieszczone są figury świętych, na odwrocie natomiast malowe są sceny Pasji. W 1962 roku ołtarz został poddany renowacji. Oryginalne figury świętych z ołtarza zostały skradzione w 2004 roku i zastąpione kopiami.
Teren kościoła otacza dawny cmentarz ogrodzony kamiennym murem, współcześnie częściowo zajęty przez sąsiednie gospodarstwo. Na przykościelnej dzwonnicy zawieszony jest dzwon z 1928 roku.